# Lucien Rouffia

a Compétitions nationales et continentales officielles uniquement.

b Matchs officiels uniquement.
Lucien Rouffia, né le 6 janvier 1924 à Narbonne et décédé le 8 mars 1980 à Romans-sur-Isère, est un joueur international français de rugby à XV. Il a occupé le poste d'arrière dans les clubs de Narbonne et de l'Union sportive romanaise et péageoise.

## Carrière de joueur
Il joue en club avec le RC Narbonne et débute dès l'âge de 16 ans en 1940. Il quitte Narbonne en avril 1945 pour rejoindre l'US romanaise et péageoise. Il est sélectionné à quatre reprises en équipe de France entre avril 1945 et janvier 1948. Il obtient sa première sélection le 28 avril 1945 contre l'Empire Britannique. Il occupe le poste d'arrière et assure le rôle de buteur.
Avec l'USRP, il remporte le championnat de France avec l'équipe réserve en 1951.

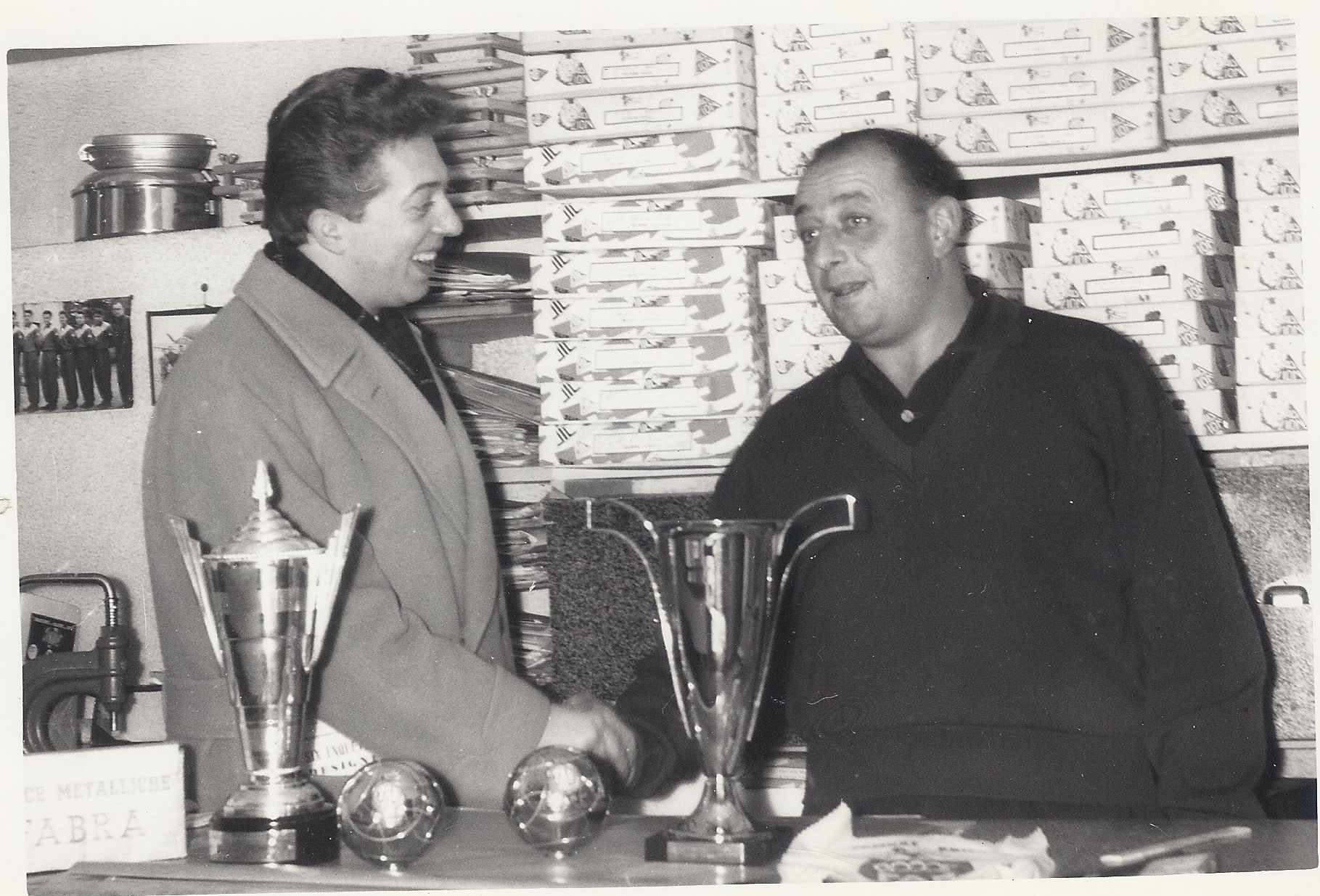
Lulu en compagnie d'un journaliste italien dans le magasin "Rouffia sports" rue Mathieu de la Drôme.

Outre le rugby, il pratique également l'athlétisme et fut un joueur de Sport-boules renommé. Il est ainsi champion de France du 300 mètres plat cadets et champion du monde de boule lyonnaise à Genève en 1959 et plusieurs fois champion de France. Il tient avec sa mère un magasin de sport au 18 rue Matthieu de la Drôme à Romans-sur-Isère. Il a aussi pratiqué aussi le tennis. Il a été un membre actif du tennis-club de Romans dont il a tenu le club-house. 
Au moment de ses funérailles, il est décrit comme un "homme charmant font la gentillesse, l'amabilité et la douceur étaient unanimement appréciées". Pour beaucoup de Romanais, il était connu sous le surnom affectueux de "Lulu". 